# 辛卡拉克湖
0°37′12″S 100°32′24″E / 0.62000°S 100.54000°E

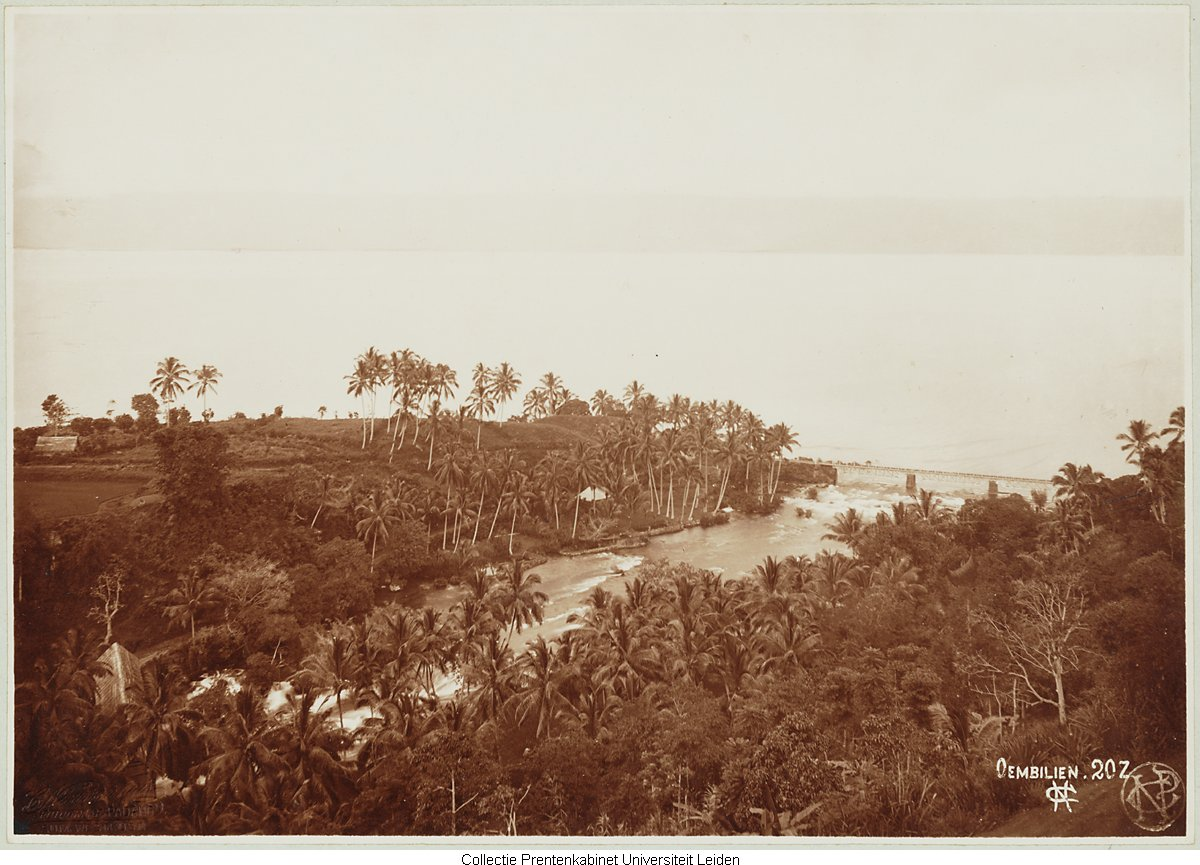

辛卡拉克湖是印度尼西亞的湖泊，由西蘇門答臘省負責管轄，長21公里、寬7公里，面積107.8平方公里，海拔高度362米，平均水深149米，最大水深268米，蓄水量16.1立方公里。